# 布倫斯冰原島峰
72°5′S 1°10′E / 72.083°S 1.167°E
布倫斯冰原島峰（英語：Bruns Nunataks），是南極洲的冰原島峰，位於伊麗莎白公主地，處於布拉特斯卡韋特山西北面5公里，屬於斯維爾德魯普山脈的一部分，現時由南極條約體系管理。